# Czarna Wdowa (film 2021)
Czarna Wdowa (oryg. Black Widow) – amerykański film akcji z 2021 roku na podstawie serii komiksów o superbohaterce o tej samej nazwie wydawnictwa Marvel Comics. Za reżyserię odpowiadała Cate Shortland, a za scenariusz Eric Pearson. Tytułową rolę zagrała Scarlett Johansson, a obok niej w głównych rolach wystąpili: Florence Pugh, David Harbour, O.T. Fagbenle, Olga Kurylenko, William Hurt, Ray Winstone i Rachel Weisz.
Film opowiada historię Natashy Romanoff / Czarnej Wdowy, która po wydarzeniach z filmu Kapitan Ameryka: Wojna bohaterów musi zmierzyć się ze swoją przeszłością oraz stoczyć walkę ze złoczyńcą o pseudonimie Taskmaster.
Czarna Wdowa wchodzi w skład IV Fazy Filmowego Uniwersum Marvela, jest to dwudziesty czwarty film należący do tej franczyzy i stanowi część jej drugiego rozdziału zatytułowanego Multiverse Saga. Światowa premiera filmu miała miejsce 29 czerwca 2021 roku równocześnie w Londynie, Los Angeles, Melbourne i Nowym Jorku. W Polsce film zadebiutował 9 lipca 2021 roku. Czarna Wdowa przy budżecie szacowanym na 200 milionów dolarów zarobiła w kinach prawie 380 milionów i otrzymała przeważnie pozytywne oceny od krytyków.

## Streszczenie fabuły
W 1995 roku rosyjscy agenci Alexei Shostakov i Melina Vostokoff udają normalną rodzinę w Ohio razem z ich przybranymi córkami Natashą Romanoff i Yeleną Belovą. Po zakończeniu misji, polegającej na wykradzeniu danych z T.A.R.C.Z.Y., rodzina ucieka na Kubę. Tam spotykają się ze swoim szefem Viktorem Dreykovem, który zabiera Romanoff i Belovą do swojego programu szkoleniowego Red Room. Shostakov natomiast trafia do więzienia w Rosji. Po wielu latach dorosła Natasha dołącza do T.A.R.C.Z.Y. i wysadza w powietrze biuro Dreykova, pozornie zabijając jego i jego córkę, Antonię.
W 2016 roku Romanoff zostaje zbiegiem za naruszenie Porozumień z Sokowii. Ucieka przed Sekretarzem Thaddeusem Rossem do kryjówki w Norwegii zorganizowanej przez Ricka Masona. W międzyczasie Belova zabija byłą Czarną Wdowę, która przed śmiercią wypuszcza na nią Czerwony Pył, który uwalnia umysł Belovy spod kontroli Red Roomu. Belova wysyła pozostałe fiolki z antidotum do Romanoff z nadzieją, że pomoże jej w uwolnieniu pozostałych Wdów. Kiedy Romanoff jedzie samochodem nieświadoma, że znajduje się w nim antidotum, zostaje zaatakowana przez Taskmastera. Romannoff udaje się uciec przed Taskmasterem i odkrywa antidotum wysłane przez Belovą. Obie spotykają się w Budapeszcie, gdzie zostają zaatakowane przez Wdowy. Romanoff dowiaduje się, że Dreykov jednak żyje, a Red Room nadal funkcjonuje. Romanoff i Belova uciekają przed Wdowami i Taskmasterem oraz spotykają się z Masonem, który zapewnia im helikopter.  
Romanoff i Belova wyciągają Shostakova z więzienia, aby dowiedzieć się, gdzie znajduje się Dreykov. Ten radzi im porozmawiać z Vostokoff, która mieszka na farmie w Rosji, gdzie dopracowała proces kontroli umysłu stosowany u Wdów. Tam Belova wyjawia, że chociaż nie byli prawdziwą rodziną, wierzyła, że tak jest. Vostokoff zdradza swoją lokalizację Dreykovowi. Jego agenci przybywają na miejsce i zabierają ich do bazy Red Roomu.
Przed schwytaniem przez ludzi Dreykova, Vostokoff i Romanoff przy użyciu technologii masek zamieniły się twarzami. Vostokoff udaje się uwolnić Shostakova i Belovą, a Romanoff konfrontuje się w tym czasie z Dreykovem. Dowiaduje się ona, że Taskmaster to Antonia, którą Dreykov przemienił w idealnego żołnierza. Romanoff próbuje zabić Dreykova, ale nie wyrządza mu krzywdy z powodu blokady feromonowej, którą zainstalował w każdej Wdowie. Dreykov ujawnia, że kontroluje Wdowy na całym świecie za pomocą konsoli przy biurku. Romanoff celowo łamie nos, odcinając nerw w przewodzie nosowym, który odpowiedzialny jest za wyczuwanie feromonów, a następnie atakuje Dreykova. Shostakov walczy z Antonią, Vostokoff próbuje wyłączyć silnik bazy, a Belova poszukuje innych Wdów, które zostały wysłane, aby chronić Dreykova. Shostakov i Belova zamykają Antonię w celi.
Dreykov ucieka po tym jak Romanoff zostaje zaatakowana przez Wdowy, ale Belova tworzy bombę Czerwonego Pyłu, który uwalnia Wdowy spod kontroli umysłu. Romanoff wchodzi do pulpitu sterowniczego i kopiuje lokalizacje innych Wdów na całym świecie, a statek – baza zaczyna eksplodować i spadać. Przed opuszczeniem pokoju kontrolnego Romanoff zabiera dwie ocalałe fiolki Czerwonego Pyłu, a następnie uwalnia Antonię z celi. Vostokoff i Shostakov zabierają jeden z samolotów, a Belova zabija Dreykova podczas jego próby ucieczki. Romanoff walczy z Antonią na niebie. Po wylądowaniu Romanoff używa fiolki Czerwonego Pyłu na Antonii, uwalniając ją spod kontroli. Na miejscu pojawiają się pozostałe uwolnione Wdowy. Belova, Vostokoff i Shostakov żegnają się z Romanoff, która daje Belovej ostatnią fiolkę Czerwonego Pyłu i przenośny dysk, aby odnalazła i uwolniła pozostałe Wdowy. Gdy odlatują z Antonią, Romanoff pozostaje na miejscu w oczekiwaniu na Rossa i jego ludzi, którzy przybyli, by ją zatrzymać. Dwa tygodnie później Romanoff spotyka się z Masonem, który dostarcza jej quinjet, którym planuje uwolnić zatrzymanych Avengers z więzienia Raft.
W scenie po napisach umiejscowionej po śmierci Romanoff, Belova spotyka przy grobie Natashy Valentinę de Fontaine i otrzymuje kolejne zadanie. Ma zabić Clinta Bartona, którego obwinia o śmierć Romanoff.

## Obsada
| Polski dubbing |
| - Wiktoria Gorodeckaja jako Natasha Romanoff / Czarna Wdowa - Elżbieta Nagel jako Yelena Belova - Leszek Lichota jako Alexi Shostakov / Red Guardian - Michał Mikołajczak jako Rick Mason - Jerzy Radziwiłowicz jako Thaddeus „Thunderbolt” Ross - Marian Opania jako Viktor Dreykov - Ewa Konstancja Bułhak jako Melina Vostokoff |

- Scarlett Johansson jako Natasha Romanoff / Czarna Wdowa, była agentka T.A.R.C.Z.Y., wysoce wyszkolony szpieg i członkini Avengers[11][12]. Ever Anderson zagrała Natashę jako dziecko[13].
- Florence Pugh jako Yelena Belova, zabójczyni i szpieg szkolona w radzieckim programie Red Room[14]. Violet McGraw zagrała Yelenę jako dziecko[13].
- David Harbour jako Alexei Shostakov / Red Guardian, superżołnierz i rosyjski odpowiednik Kapitana Ameryki, który ma wspólną przeszłość z Romanoff[14].
- O.T. Fagbenle jako Rick Mason, były współpracownik Romanoff z czasów istnienia T.A.R.C.Z.Y.[14]
- Olga Kurylenko jako Antonia Dreykov / Taskmaster, córka Viktora, która została poddana eksperymentom ojca[15]. Potrafi naśladować styl walki przeciwnika, między innymi: Kapitana Ameryki, Czarnej Pantery i samej Natashy[13]. Ryan Kiera Armstrong zagrała Antoninę jako dziecko[13].
- William Hurt jako Thaddeus „Thunderbolt” Ross, sekretarz stanu Stanów Zjednoczonych i były generał armii amerykańskiej[16].
- Ray Winstone jako Viktor Dreykov, kierujący programem Red Room[17]
- Rachel Weisz jako Melina Vostokoff, zabójczyni i szpieg, naukowiec w programie Red Room[14][18].

W filmie ponadto wystąpili: Olivier Richters jako Ursa, współwięzień Shostakova oraz Liani Samuel jako Lerato, Michelle Lee jako Oksana i Nanna Blondell jako Ingrid, zabójczynie programu Red Room pod pseudonimem Czarna Wdowa. Inne Wdowy zagrały: Simona Zivkovska, Erin Jameson, Shaina West, Yolanda Lynes, Claudia Heinz, Fatou Bah, Jade Ma, Jade Xu, Lucy Jayne Murray, Lucy Cork, Eniko Fulop, Lauren Okadigbo, Aurelia Agel, Zhane Samuels, Shawarah Battles, Tabby Bond, Madeleine Nicholls, Yasmin Riley, Fiona Griffiths, Georgia Curtis, Svetlana Constantine, Ione Butler i Aubrey Cleland.
W roli cameo w scenie po napisach pojawiła się Julia Louis-Dreyfus jako Valentina Allegra de Fontaine, która została przedstawiona w serialu Falcon i Zimowy Żołnierz.

## Produkcja

### Rozwój projektu

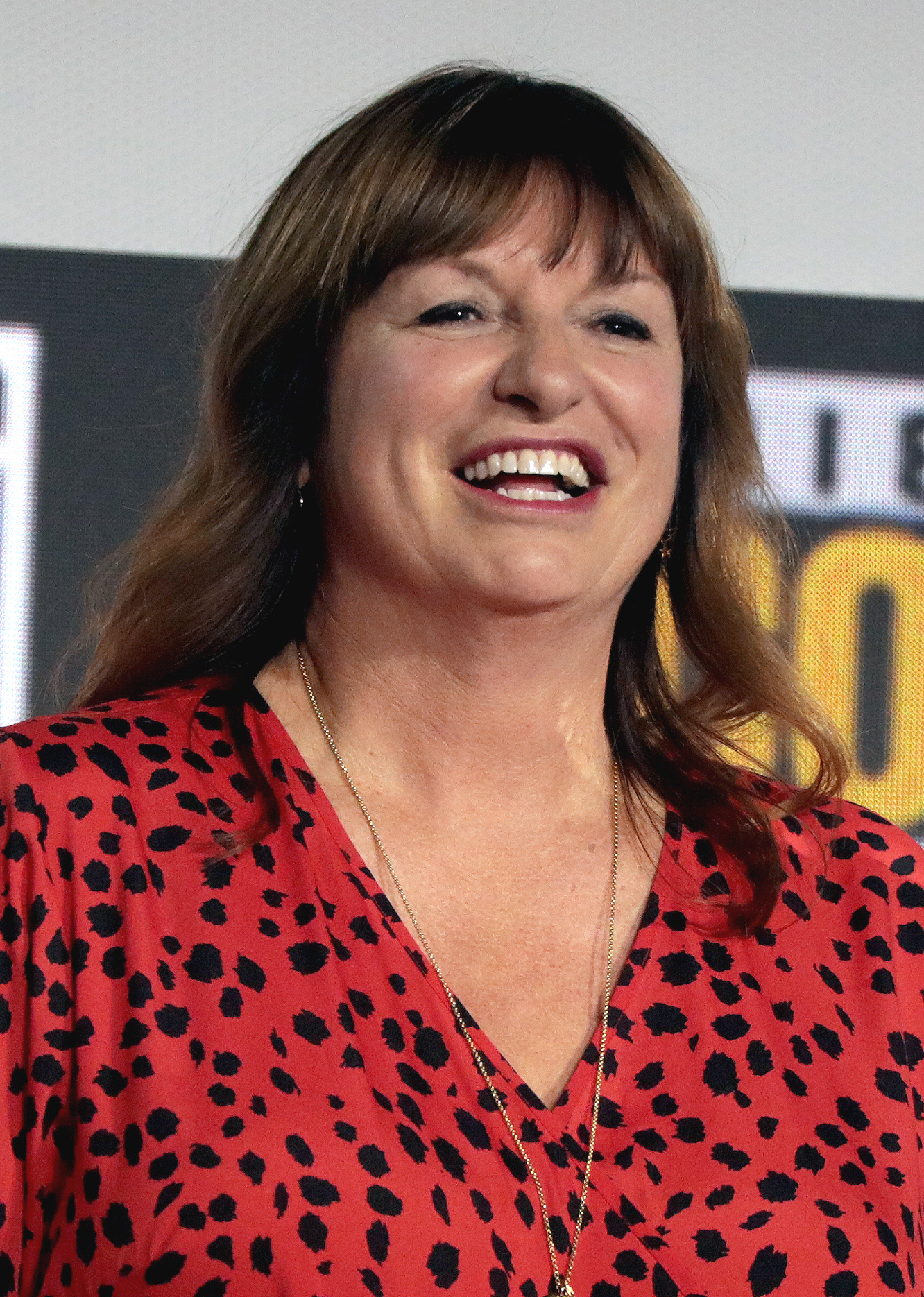
Cate Shortland, reżyser filmu

W lutym 2004 roku Lionsgate nabyło prawa filmowe do postaci Czarnej Wdowy na podstawie komiksów wydawnictwa Marvel Comics. W kwietniu tego samego roku studio poinformowało, że na stanowisku scenarzysty i reżysera zatrudniło Davida Haytera. Producentem został Avi Arad. W czerwcu 2006 roku Lionsgate porzuciło projekt, a prawa do postaci powróciły do Marvel Studios. Hayter i Marvel nadal chcieli kontynuować pracę nad projektem oraz poszukiwali możliwości sfinansowania dalszego jego rozwoju. Ostatecznie projekt Haytera został odłożony.
W 2010 roku podczas wydania filmu Iron Man 2, Kevin Feige przyznał, że rozpoczęły się rozmowy nad solowym filmem o superbohaterce. Natomiast w lutym 2014 roku potwierdził, że film Black Widow jest w planach studia. Ujawniono również, że Nicole Perlman pracuje już nad scenariuszem. W styczniu 2016 roku, bracia Russo poinformowali, że są zainteresowani wyreżyserowaniem filmu.
W styczniu 2018 roku Jac Schaeffer została zatrudniona do napisania scenariusza. W lipcu tego samego roku Cate Shortland została zatrudniona na stanowisku reżysera. W lutym 2019 roku Ned Benson został zatrudniony do dalszych prac nad scenariuszem. W lipcu tego samego roku, podczas San Diego Comic-Conu, studio oficjalnie zapowiedziało film z premierą wyznaczoną na 1 maja 2020 roku. Ujawniono wtedy również, że akcja filmu będzie się rozgrywać po wydarzeniach ukazanych w Kapitan Ameryka: Wojna bohaterów. W styczniu 2020 roku ujawniono, że Eric Pearson był odpowiedzialny za scenariusz na podstawie historii napisanej przez Schaeffer i Bensona. W marcu zadecydowano o przesunięciu premiery filmu wskutek pandemii COVID-19. W kwietniu wyznaczono nową datę na 6 listopada. We wrześniu zadecydowano o kolejnym opóźnieniu premiery filmu, tym razem na 7 maja 2021 roku. W marcu 2021 roku premiera została przesunięta na 9 lipca i zadecydowano, że odbędzie się ona hybrydowo: w kinach i w serwisie Disney+ za pomocą usługi „Premier Access” w krajach, gdzie jest on dostępny. W lipcu 2022 roku wyjawiono, że film będzie wchodził w skład Multiverse Saga.
Shortland inspirowała się filmami To nie jest kraj dla starych ludzi (2007), Thelma i Louise (1991) i Kapitan Ameryka: Zimowy żołnierz (2014). Obejrzała również filmy ze sztukami walki i te, w których pojawiły się wojska i uzbrojenie, by zwizualizować sobie kobiety w tej roli. W scenach walki odwołała się do kobiecych postaci w filmie Obcy – ósmy pasażer Nostromo (1979) i we franczyzie o Terminatorze.

### Casting
W styczniu 2009 roku studio rozpoczęło rozmowy z Emily Blunt dotyczące zagrania roli Czarnej Wdowy w filmie Iron Man 2. Aktorka nie mogła jednak przyjąć roli ze względu na jej wcześniejsze zobowiązania związane z filmem Podróże Guliwera. W marcu 2009 roku Scarlett Johansson podpisała kontrakt na rolę Natashy Romanoff / Czarnej Wdowy w filmach franczyzy. Po wydaniu Avengers: Czas Ultrona w 2015 roku aktorka ujawniła, że w jej kontrakcie zwiększono liczbę filmów ze względu na pozytywne przyjęcie jej postaci. W lipcu 2018 roku potwierdzono udział Johansson w solowej produkcji.
W marcu 2019 roku studio rozpoczęło negocjacje z Florence Pugh w sprawie roli w filmie. Miesiąc później potwierdzono jej udział i do obsady dołączyli David Harbour, Rachel Weisz oraz O.T. Fagbenle. W czerwcu tego samego roku poinformowano, że w filmie zagra Ray Winstone. Miesiąc później, podczas San Diego Comic-Conu, ujawniono, że Pugh, Harbour, Weisz i Fagbenle zagrają odpowiednio Yelenę Belovą, Alexiego Shostakova, Melinę Vostokoff i Ricka Masona. W październiku tego samego roku wyjawiono, że William Hurt powróci do roli Thaddeusa Rossa.

### Zdjęcia i postprodukcja
Zdjęcia do filmu rozpoczęły się 28 maja 2019 roku w Norwegii pod roboczym tytułem Blue Bayou. Zrealizowano wtedy zdjęcia w okolicach fiordu Hjørundfjorden oraz miasteczku Sæbø. Na początku czerwca produkcja przeniosła się do Pinewood Studios w Wielkiej Brytanii, gdzie nakręcono sceny w więzieniu i w Czerwonym Pokoju. W połowie lipca zdjęcia zrealizowano w rezerwacie Hankley Common w hrabstwie Surrey, gdzie zrealizowano między innymi sceny na farmie Meliny Vostokoff. Film był kręcony również w Macon, Chamblee i Rome w stanie Georgia. W Chamblee nakręcono sceny z dzieciństwa Natashy i Yeleny w Ohio z 1995 roku, a w Rome scenę po napisach na cmentarzu Myrtle Hill Cemetery. W Budapeszcie zrealizowano sceny pościgu i w mieszkaniu Natashy, a w Maroku nakręcono scenę pościgu Yeleny za Oksaną. Film realizowano również w Korda Studios i miasteczku Etyek na Węgrzech. Ponadto sceny na Kubie nakręcono w rzeczywistości w bazie RAF Upper Heyford w Anglii. Prace na planie zakończono 6 października 2019 roku po 87 dniach. Za zdjęcia odpowiadał Gabriel Beristain, choć wcześniej informowano, że tę rolę ma pełnić Rob Hardy. Scenografię przygotował Charles Wood, a kostiumy zaprojektowała Jany Temime.
Montażem zajęli się Leigh Folsom Boyd i Matthew Schmidt. Efekty specjalne zostały stworzone przez studia produkcyjne: Industrial Light & Magic, Trixter, Digital Domain, Cinesite, Mammal Studios, Scanline VFX, Weta Digital, SSVFX, Lola VFX, Rising Sun Pictures, Capital T, Exceptional Minds, Stereo D, Virtuos, Perception i The Third Floor, a odpowiadał za nie Geoffrey Baumann.
Lola VFX pracowało nad scenami retrospekcji z 1995 roku, przy których wykorzystano efekty odmładzania Davida Harboura i Rachel Weisz. Weta Digital przygotowało efekty w scenach ucieczki Alexia Shostakova z więzienia oraz na farmie Meliny Vostokoff, natomiast Cinesite wykonało sceny w więzieniu oraz wnętrzem helikoptera. ILM pracowało nad sceną ucieczki samolotem na początku filmu oraz nad pościgiem samochodowym w Budapeszcie. Scanline przygotowało efekty w scenie walki pomiędzy Natashą a Taskmasterem na moście. Digital Domain pracowało nad większością trzeciego aktu w Czerwonym Pokoju do momentu jego zniszczenia i rozbicia się o ziemię.
W maju 2021 roku Cate Shortland ujawniła, że prace nad filmem zostały zakończone rok wcześniej i od tamtego momentu nie zdecydowano się na żadne zmiany.

## Muzyka
W styczniu 2020 roku ujawniono, że Alexandre Desplat skomponuje muzykę do filmu. Jednak w marcu tego samego roku poinformowano, że zastąpił go Lorne Balfe. Album z muzyką Balfe, Black Widow Original Motion Picture Soundtrack, został wydany 9 lipca 2021 roku przez Hollywood Records.
W filmie wykorzystano również cover „Smells Like Teen Spirit” oraz utwór „American Pie”.
| Black Widow Original Motion Picture Soundtrack – 2021 | Black Widow Original Motion Picture Soundtrack – 2021 | Black Widow Original Motion Picture Soundtrack – 2021 | Black Widow Original Motion Picture Soundtrack – 2021 |
| Nr                                                    | Tytuł utworu                                          | Autor                                                 | Długość                                               |
| ----------------------------------------------------- | ----------------------------------------------------- | ----------------------------------------------------- | ----------------------------------------------------- |
| 1.                                                    | „Natasha’s Lullaby”                                   | L. Balfe                                              | 3:24                                                  |
| 2.                                                    | „Latrodectus”                                         | L. Balfe                                              | 2:40                                                  |
| 3.                                                    | „Fireflies”                                           | L. Balfe                                              | 3:13                                                  |
| 4.                                                    | „The Pursuit”                                         | L. Balfe                                              | 2:53                                                  |
| 5.                                                    | „The First Bite Is the Deepest”                       | L. Balfe                                              | 3:05                                                  |
| 6.                                                    | „Last Glimmer”                                        | L. Balfe                                              | 4:19                                                  |
| 7.                                                    | „Dreykov”                                             | L. Balfe                                              | 3:34                                                  |
| 8.                                                    | „You Don’t Know Me”                                   | L. Balfe                                              | 2:01                                                  |
| 9.                                                    | „Yelena Belova”                                       | L. Balfe                                              | 3:36                                                  |
| 10.                                                   | „From the Shadows”                                    | L. Balfe                                              | 3:44                                                  |
| 11.                                                   | „Hand in Hand”                                        | L. Balfe                                              | 2:46                                                  |
| 12.                                                   | „Blood Ties”                                          | L. Balfe                                              | 2:54                                                  |
| 13.                                                   | „Whirlwind”                                           | L. Balfe                                              | 3:28                                                  |
| 14.                                                   | „Arise”                                               | L. Balfe                                              | 2:13                                                  |
| 15.                                                   | „Natasha’s Fragments”                                 | L. Balfe                                              | 1:55                                                  |
| 16.                                                   | „A Sister Says Goodbye”                               | L. Balfe                                              | 4:14                                                  |
| 17.                                                   | „I Can’t Save Us”                                     | L. Balfe                                              | 1:51                                                  |
| 18.                                                   | „Red Rising”                                          | L. Balfe                                              | 3:57                                                  |
| 19.                                                   | „The Betrayed”                                        | L. Balfe                                              | 5:38                                                  |
| 20.                                                   | „The Descent”                                         | L. Balfe                                              | 2:05                                                  |
| 21.                                                   | „Faces to the Sun”                                    | L. Balfe                                              | 1:51                                                  |
| 22.                                                   | „Natasha Soars”                                       | L. Balfe                                              | 2:19                                                  |
| 23.                                                   | „Last Love”                                           | L. Balfe                                              | 1:59                                                  |
| 24.                                                   | „Into the Past”                                       | L. Balfe                                              | 4:55                                                  |
| 25.                                                   | „Broken Free”                                         | L. Balfe                                              | 3:09                                                  |
| 26.                                                   | „A Calling”                                           | L. Balfe                                              | 2:10                                                  |
|                                                       |                                                       |                                                       | 1:19:53                                               |

## Promocja

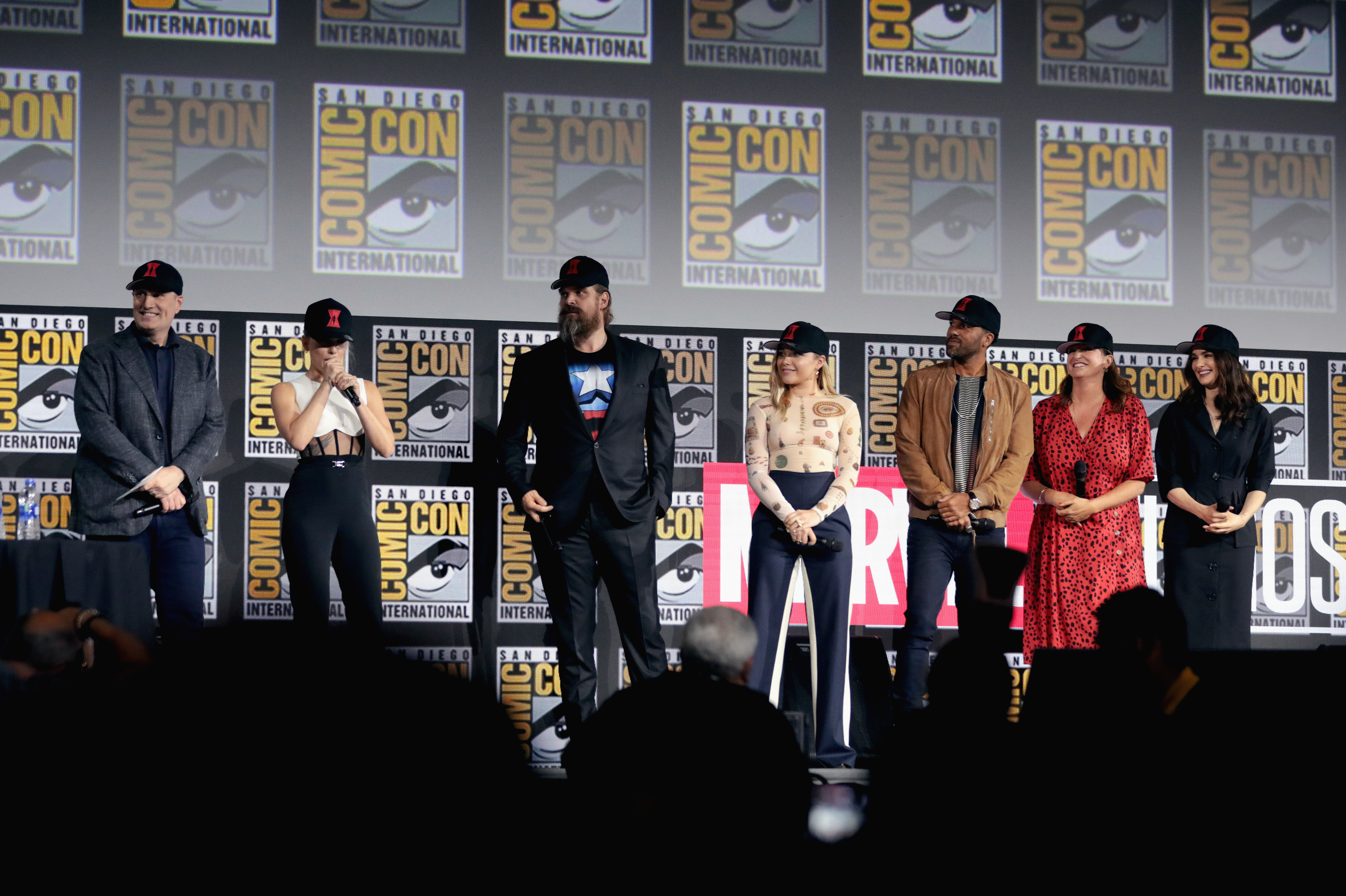
Reżyser filmu i obsada podczas San Diego Comic-Conu 2019

W lipcu 2019 roku Cate Shortland, Scarlett Johansson, Florence Pugh, David Harbour, Rachel Weisz i O.T. Fagbenle pojawili się na panelu studia na San Diego Comic-Conie, gdzie zaprezentowano krótki materiał z prac nad filmem. 3 grudnia pokazano pierwszy zwiastun filmu. 2 lutego 2020 roku zaprezentowano spot podczas Super Bowl LIV. 9 marca ukazał się drugi zwiastun. Obejrzany został on 57 miliona razy w ciągu pierwszych 24 godzin. We wrześniu firma Mattel wprowadziła do sprzedaży lalki Barbie z dwoma strojami Natashy Romanoff / Czarnej Wdowy z filmu. 3 kwietnia 2021 roku udostępniono ostateczny zwiastun, który został obejrzany 70 milionów razy w ciągu pierwszych 24 godzin.
5 lipca został udostępniony na ESPN+ dokument Moneymaker: Behind the Black Widow, który przedstawia sylwetkę Heidi Moneymaker, dublerki Johansson. 7 lipca na Disney+ pojawił się odcinek serialu dokumentalnego Legendy Marvela przypominający historię Natashy Romanoff / Czarnej Wdowy w MCU. Natomiast 20 października, również na Disney+, pokazano odcinek serialu dokumentalnego Assembled – Za kulisami filmu Czarna Wdowa (oryg. The Making of Black Widow), który ukazuje kulisy powstania filmu.
Komiksy powiązane
15 stycznia i 19 lutego 2020 roku Marvel Comics wydało dwuzeszytowy komiks Black Widow Prelude ze scenariuszem Petera Davida i rysunkami C.F. Villi.

## Wydanie
Światowa premiera Czarnej Wdowy miała miejsce 29 czerwca 2021 roku równocześnie w Londynie, Los Angeles, Melbourne i Nowym Jorku. Podczas wydarzenia uczestniczyła obsada i obsada produkcyjna filmu oraz zaproszeni specjalni goście. Premierze tej towarzyszył czerwony dywan oraz szereg konferencji prasowych. 3 lipca film został pokazany podczas Taormina Film Fest.
Dla szerszej publiczności film zadebiutował 7 lipca w Belgii, Izraelu, Hongkongu, Islandii, Szwecji, Indonezji, Francji, Irlandii, Holandii, Korei Południowej, Wielkiej Brytanii i we Włoszech. Następnego dnia, 8 lipca, pojawił się w Argentynie, Australii, Czechach, Słowacji, Rosji, Niemczech, Grecji, Japonii, Malezjii, Brazylii, Meksyku, Portugalii, Nowej Zelandii oraz na Węgrzech i Filipinach. 9 lipca zadebiutował w Stanach Zjednoczonych, Kanadzie, Turcji, Bułgarii, Singapurze, Danii, Finlandii, Hiszpanii i w Polsce.
Równocześnie od 9 lipca Czarna Wdowa została udostępniona za dodatkową opłatą w serwisie Disney+ za pomocą usługi „Premier Access” w krajach gdzie został on uruchomiony. Od 6 października został udostępniony w tych krajach dla wszystkich subskrybentów bez dodatkowej opłaty. W Polsce Czarna Wdowa pojawiła się 14 czerwca 2022 roku, wraz ze startem Disney+.
Początkowo amerykańska premiera filmu miała mieć miejsce 1 maja 2020 roku, jednak wskutek pandemii COVID-19 zdecydowano się przesunąć premierę filmu trzykrotnie, najpierw na 6 listopada tego samego roku, później na 7 maja 2021 roku i ostatecznie na lipiec tego samego roku.
Film został wydany cyfrowo w Stanach Zjednoczonych 10 sierpnia 2021 roku przez Walt Disney Studios Home Entertainment, a 14 września tego samego roku na nośnikach DVD i Blu-ray. W Polsce został on wydany 24 listopada tego samego roku przez Galapagos.

### Pozew sądowy
W lipcu 2021 roku Scarlett Johansson złożyła pozew przeciwko The Walt Disney Company w sądzie okręgowym hrabstwa Los Angeles twierdząc, że hybrydowa dystrybucja Czarnej Wdowy na Disney+ i w kinach złamała zapis w jej kontrakcie z wytwórnią, według którego film miał być dystrybuowany wyłącznie w kinach. Disney dzięki udostępnieniu go przez własną platformę nie musiał wypłacić Johansson premii od wyniku finansowego filmu, do której aktorka byłaby uprawniona w przypadku premiery wyłącznie kinowej. Disney wydał w odpowiedzi oświadczenie, w którym stwierdził, że pozew jest bezpodstawny i nazwał go „bezdusznym lekceważeniem przerażających i długotrwałych globalnych skutków pandemii COVID-19”. Ponadto firma stwierdziła, że w pełni zastosowała się do umowy z Johansson i że wydanie filmu na Disney+ dzięki usłudze „Premier Access” „znacznie poprawiło zdolność [Johansson] do otrzymania dodatkowego wynagrodzenia poza 20 milionami dolarów, które uzyskała do tej pory”.
Agent Johansson, Bryan Lourd, skrytykował odpowiedź Disneya argumentując, że firma „bezwstydnie i fałszywie oskarżyła panią Johansson o niewrażliwość na globalną pandemię COVID”. Skrytykowano również ujawnienie przez Disneya zarobków Johansson jako „próbę wykorzystania jej sukcesu jako artystki i kobiety biznesu, tak jakby było to coś, czego powinna się wstydzić”. Organizacje Women in Film, ReFrame i Time’s Up wydały wspólne oświadczenie krytykujące reakcję Disneya nazywając ją „atakiem ze względu na płeć” i stwierdzając, że „stanowczo sprzeciwiają się niedawnemu oświadczeniu Disneya, które próbuje scharakteryzować Johansson jako niewrażliwej lub samolubnej za obronę umownych praw biznesowych”. Według The Wrap Johansson była zszokowana tonem odpowiedzi Disneya, a były dyrektor generalny, Robert Iger czuł się upokorzony pozwem. Kevin Feige, prezes Marvel Studios, był podobno rozgniewany i zawstydzony tym, w jaki sposób Disney zareagował na sytuację i chciał, by firma naprawiła sprawę z Johansson. Gabrielle Carteris, prezes SAG-AFTRA, również skrytykowała odpowiedź Disneya mówiąc, że „powinni się wstydzić za uciekanie się do oklepanych taktyk, takich jak zawstydzanie ze względu na płeć i zastraszanie”. W odpowiedzi na tę krytykę adwokat Disneya, Daniel Petrocelli, nazwał pozew „wysoce zaaranżowaną kampanią mającą na celu osiągnięcie wyniku, który nie jest możliwy do uzyskania w procesie sądowym”.
Eriq Gardner z „The Hollywood Reporter” uznał, że pozew Johansson jest słaby od strony prawnej i że sprawa ta prawdopodobnie zostanie przeniesiona do arbitrażu ze względu na standardowe postępowanie w takich sporach. Zwrócił uwagę na fakt, że Disney może argumentować przed sądem hybrydowe wydanie filmu warunkami pandemicznymi. Gardner napisał również, że wytwórnia długo zwlekała z wydaniem Czarnej Wdowy, której premiera była początkowo zaplanowana na maj 2020 roku i dalsza zwłoka byłaby problematyczna dla franczyzy, ponieważ film wprowadza nowe postacie. Dziennikarz Matt Mueller ocenił, że sprawa pomiędzy Johansson a Disneyem zostanie rozstrzygnięta zanim dojdzie do rozprawy sądowej i był zdziwiony, że Disney dopuścił do tego biorąc pod uwagę, że Warner Bros. podpisał umowy z aktorami na równoczesną dystrybucję w kinach na HBO Max na większość swoich tytułów. „Variety” ujawniło, że pozew Johansson skłonił innych aktorów do podjęcia kroków prawnych wobec Disneya.
W sierpniu Disney złożył wniosek o przeniesienie pozwu do arbitrażu powołując się na to, że Czarna Wdowa uzyskała lepszy wynik finansowy niż niektóre wcześniejsze filmy MCU w weekend otwarcia. Adwokat Johansson, John Berlinski, skrytykował ten ruch jako próbę „ukrycia niewłaściwego postępowania w poufnym arbitrażu” przez Disneya, jednocześnie określając ich poprzednie wypowiedzi jako mizoginistyczne. Miesiąc później sprawa została rozstrzygnięta w sposób niejawny chociaż „Deadline Hollywood” poinformowało, że Johansson otrzymała od Disneya ponad 40 milionów dolarów. Ugoda pojawiła się po tym, jak po sukcesach Shang-Chi i legenda dziesięciu pierścieni i Free Guy Disney zdecydował się dystrybuować kinowo kolejne tytuły z 2021 roku. W listopadzie 2021 roku Johansson przyznała, że czuje się „bardzo szczęśliwa, że nikt nie będzie musiał przechodzić przez to, przez co ja przeszłam” i uznała, że sprawa wywarła „pozytywny wpływ na branżę i, miejmy nadzieję, na życie artystów i twórców oraz ich źródła utrzymania”.

## Odbiór

### Box office
Czarna Wdowa przy budżecie wynoszącym 200 milionów dolarów zarobiła w weekend otwarcia ponad 215 milionów dolarów, z czego 80 milionów pochodziło z kin w Stanach Zjednoczonych i Kanadzie. Film uzyskał najwyższy wynik otwarcia od początku pandemii COVID-19. Film uzyskał z kin w sumie prawie 380 milionów dolarów, w tym w Stanach Zjednoczonych i Kanadzie ponad 183 miliony.
Do największych rynków poza Stanami Zjednoczonymi i Kanadą należały: Korea Południowa (26,3 miliona), Wielka Brytania (25,8 miliona), Francja (15,1 miliona), Meksyk (9,9 miliona), Australia (9,5 miliona), Rosja (9,4 miliona), Japonia (8,6 miliona) i Niemcy (8,5 miliona). W Polsce film zarobił prawie 2,7 miliona dolarów.

### Oglądalność i wynik finansowy „Premier Access”
W weekend otwarcia Czarna Wdowa ustanowiła wynik ponad 60 milionów dolarów wpływu z dostępu „Premier Access” na Disney+. Według aplikacji Samba TV, która mierzy przynajmniej pięciominutową oglądalność w Stanach Zjednoczonych, film został obejrzany w 1,1 miliona gospodarstw domowych w tym okresie. Po tygodniu okazało się, że Czarna Wdowa jest najchętniej nielegalnie pobieranym filmem okresu pandemii COVID-19. Po dziesięciu dniach Samba TV zaktualizowała swoje dane podając, że film został obejrzany 2 miliony razy w Stanach Zjednoczonych, 258 tysięcy razy w Wielkiej Brytanii, 116 tysięcy w Niemczech i 47 tysięcy w Australii. W październiku Samba TV podała, że w Stanach Zjednoczonych film został obejrzany 1,1 miliona razy w ciągu pierwszych pięciu dni od momentu udostępnienia go dla wszystkich subskrybentów Disney+, już bez dodatkowej opłaty. W tym samym okresie w Wielkiej Brytanii – 190 tysięcy, a w Niemczech – 96 tysięcy. Do 15 sierpnia 2021 roku Czarna Wdowa zarobiła 125 milionów dolarów ze streamingu i cyfrowej dystrybucji. W ciągu 30 dni była obejrzana w 2,8 miliona gospodarstw domowych w Stanach Zjednoczonych. „Deadline Hollywood” oszacowało, że film został nielegalnie pobrany ponad 20 milionów razy, co przyniosło 600 milionów dolarów strat dla The Walt Disney Company. W styczniu 2022 roku ujawniono, że Czarna Wdowa była trzecim w kolejności najchętniej nielegalnie pobieranym filmem w 2021 roku.

### Krytyka w mediach
Film spotkał się z pozytywną reakcją krytyków. W serwisie Rotten Tomatoes 79% z 449 recenzji uznano za pozytywne, a średnia ocen wystawionych na ich podstawie wyniosła 6,9/10. Na portalu Metacritic średnia ważona ocen z 57 recenzji wyniosła 67 punktów na 100. Natomiast według serwisu Cinemascore, zajmującego się mierzeniem atrakcyjności filmów w Stanach Zjednoczonych, publiczność przyznała mu ocenę A– w skali od F do A+.
Owen Gleiberman z „Variety” ocenił, że film „nie wydaje się być pierwszym samodzielnym filmem o Czarnej Wdowie. Wydaje się on być raczej zagubioną na pustkowiu kontynuacją”. David Rooney z „The Hollywood Reporter” stwierdził, że Czarna Wdowa „odchodząc od szablonu filmu superbohaterskiego na rzecz wysokooktanowego thrillera szpiegowskiego jest o wiele bardziej zadowalającą pozycją MCU niż nijako napuszona Kapitan Marvel”. Nick De Semlyen z „Empire Magazine” napisał, że „Czarna Wdowa nie powinna czekać aż 11 lat na swój samodzielny film. Ale dzięki nowej dynamice postaci i sprytnym zwrotom akcji Marvel zrobił to dobrze”. Joshua Rivera z Polygon stwierdził, że „Czarna Wdowa skupia się na odświeżaniu MCU pozwalając poczuć styl i zabawę, która jest naprawdę przyjemna, kiedy przezwycięży się osobliwą ciągłość w MCU”. Eric Kohn z Indie Wire napisał, że „Czarna Wdowa wpada w ten sam schemat typu biegnij-walcz-powtórz, który widzieliśmy niezliczoną ilość razy wcześniej”. Peter Bradshaw z „The Guardian” stwierdził, że „Czarna Wdowa zarówno dla fanów i wszystkich innych będzie świetną zabawą”.
Łukasz Muszyński z portalu Filmweb stwierdził, że Czarna Wdowa „dla widzów, stanowi z kolei okazję do spędzania w kinie dwóch odprężających godzin”. Dawid Muszyński z NaEkranie napisał, że „to solidna produkcja niedokładająca praktycznie żadnej cegiełki pod wyczekiwaną 4 fazę”. Natalia Nowecka z Radia Zet stwierdziła, że „Czarna Wdowa to przede wszystkim film nierówny, który momentami zachwyca, tylko po to, by za chwilę zaserwować nam nudne klisze i utarte schematy z serii ale to już było”. Natomiast Tymoteusz Wójcik z Movies Room ocenił, że „Czarna Wdowa jest bezsprzecznie całkiem dobrym filmem”.

### Nagrody i nominacje
| Rok  | Ceremonia                                      | Kategoria                                                              | Nominowani                                                             | Rezultat  | Przypis         |
| ---- | ---------------------------------------------- | ---------------------------------------------------------------------- | ---------------------------------------------------------------------- | --------- | --------------- |
| 2021 | Women’s Image Awards                           | Najlepsza aktorka filmowa                                              | Scarlett Johansson                                                     | Nominacja | [ 121 ] [ 122 ] |
| 2021 | Women’s Image Awards                           | Najlepszy film                                                         | Czarna Wdowa                                                           | Wygrana   | [ 121 ] [ 122 ] |
| 2021 | Hollywood Music in Media Awards                | Najlepsza ścieżka dźwiękowa dla filmu fantastyczno-naukowego / fantasy | Lorne Balfe                                                            | Nominacja | [ 123 ]         |
| 2021 | Hollywood Professional Association Awards      | Najlepsze efekty specjalne w filmie kinowym                            | David Hodgins, Hanzhi Tang, Ryan Duhaime, James Reid, Edmond Smith III | Wygrana   | [ 124 ]         |
| 2021 | Hollywood Professional Association Awards      | Najlepsze efekty specjalne w filmie kinowym                            | Sean Walker, Marvyn Young, Karl Rapley, Lily Lawrence, Timothy Walker  | Nominacja | [ 124 ]         |
| 2021 | People’s Choice Awards                         | Ulubiony film                                                          | Czarna Wdowa                                                           | Wygrana   | [ 125 ] [ 126 ] |
| 2021 | People’s Choice Awards                         | Ulubiony film akcji                                                    | Czarna Wdowa                                                           | Nominacja | [ 125 ] [ 126 ] |
| 2021 | People’s Choice Awards                         | Ulubiona aktorka filmowa                                               | Scarlett Johansson                                                     | Wygrana   | [ 125 ] [ 126 ] |
| 2021 | People’s Choice Awards                         | Ulubiona aktorka filmowa                                               | Florence Pugh                                                          | Nominacja | [ 125 ] [ 126 ] |
| 2021 | People’s Choice Awards                         | Ulubiona gwiazda kina akcji                                            | Scarlett Johansson                                                     | Nominacja | [ 125 ] [ 126 ] |
| 2021 | People’s Choice Awards                         | Ulubiona gwiazda kina akcji                                            | Florence Pugh                                                          | Nominacja | [ 125 ] [ 126 ] |
| 2021 | Las Vegas Film Critics Society Awards          | Najlepszy film akcji                                                   | Czarna Wdowa                                                           | Nominacja | [ 127 ]         |
| 2021 | St. Louis Film Critics Association Awards      | Najlepszy film akcji                                                   | Czarna Wdowa                                                           | Nominacja | [ 128 ]         |
| 2021 | St. Louis Film Critics Association Awards      | Najlepsze efekty specjalne                                             | Czarna Wdowa                                                           | Nominacja | [ 128 ]         |
| 2022 | Georgia Film Critics Association Awards        | Oglethorpe Award                                                       | Cate Shortland, Eric Pearson                                           | Nominacja | [ 129 ]         |
| 2022 | San Diego Film Critics Society Awards          | Najlepszy występ komediowy                                             | David Harbour                                                          | Nominacja | [ 130 ]         |
| 2022 | Hawaii Film Critics Society Awards             | Najlepsza adaptacja komiksu                                            | Czarna Wdowa                                                           | Nominacja | [ 131 ]         |
| 2022 | Hawaii Film Critics Society Awards             | Najlepsza praca kaskaderów                                             | Czarna Wdowa                                                           | Nominacja | [ 131 ]         |
| 2022 | North Carolina Film Critics Association Awards | Najlepsza praca kaskaderów                                             | Czarna Wdowa                                                           | Nominacja | [ 132 ]         |
| 2022 | Houston Film Critics Society Awards            | Najlepsza praca kaskaderów                                             | Czarna Wdowa                                                           | Nominacja | [ 133 ]         |
| 2022 | Nagroda Gildii Aktorów Ekranowych              | Najlepszy zespół kaskaderski w filmie                                  | Czarna Wdowa                                                           | Nominacja | [ 134 ]         |
| 2022 | Hollywood Critics Association Film Awards      | Najlepsza praca kaskaderów                                             | Czarna Wdowa                                                           | Nominacja | [ 135 ]         |
| 2022 | Nagroda Gildii Charakteryzatorów               | Najlepszy makijaż współczesny                                          | Paul Gooch, Paula Price, Deborah La Mia Denaver                        | Nominacja | [ 136 ]         |
| 2022 | VES Awards                                     | Najlepszy model w projekcie fotorealistycznym lub animowanym           | Tristan John Connors, Bo Kwon, James Stuart, Ryan Duhaime              | Nominacja | [ 137 ]         |
| 2022 | VES Awards                                     | Najlepsza kompozycja i światło w filmie aktorskim                      | Michael Melchiorre, Simon Twine, Daniel Harkness, Tim Crowson          | Nominacja | [ 137 ]         |
| 2022 | Critics Choice Super Awards                    | Najlepszy film superbohaterski                                         | Czarna Wdowa                                                           | Nominacja | [ 138 ] [ 139 ] |
| 2022 | Critics Choice Super Awards                    | Najlepsza aktorka w filmie superbohaterskim                            | Scarlett Johansson                                                     | Nominacja | [ 138 ] [ 139 ] |
| 2022 | Critics Choice Super Awards                    | Najlepsza aktorka w filmie superbohaterskim                            | Florence Pugh                                                          | Wygrana   | [ 138 ] [ 139 ] |
| 2022 | Kids’ Choice Awards                            | Ulubiona aktorka filmowa                                               | Scarlett Johansson                                                     | Nominacja | [ 140 ]         |
| 2022 | MTV Movie & TV Awards                          | Najlepszy bohater                                                      | Scarlett Johansson                                                     | Wygrana   | [ 141 ]         |
| 2022 | MTV Movie & TV Awards                          | Najlepsza scena walki                                                  | Czarna Wdowa                                                           | Nominacja | [ 141 ]         |